# 더 하트 다이너스티

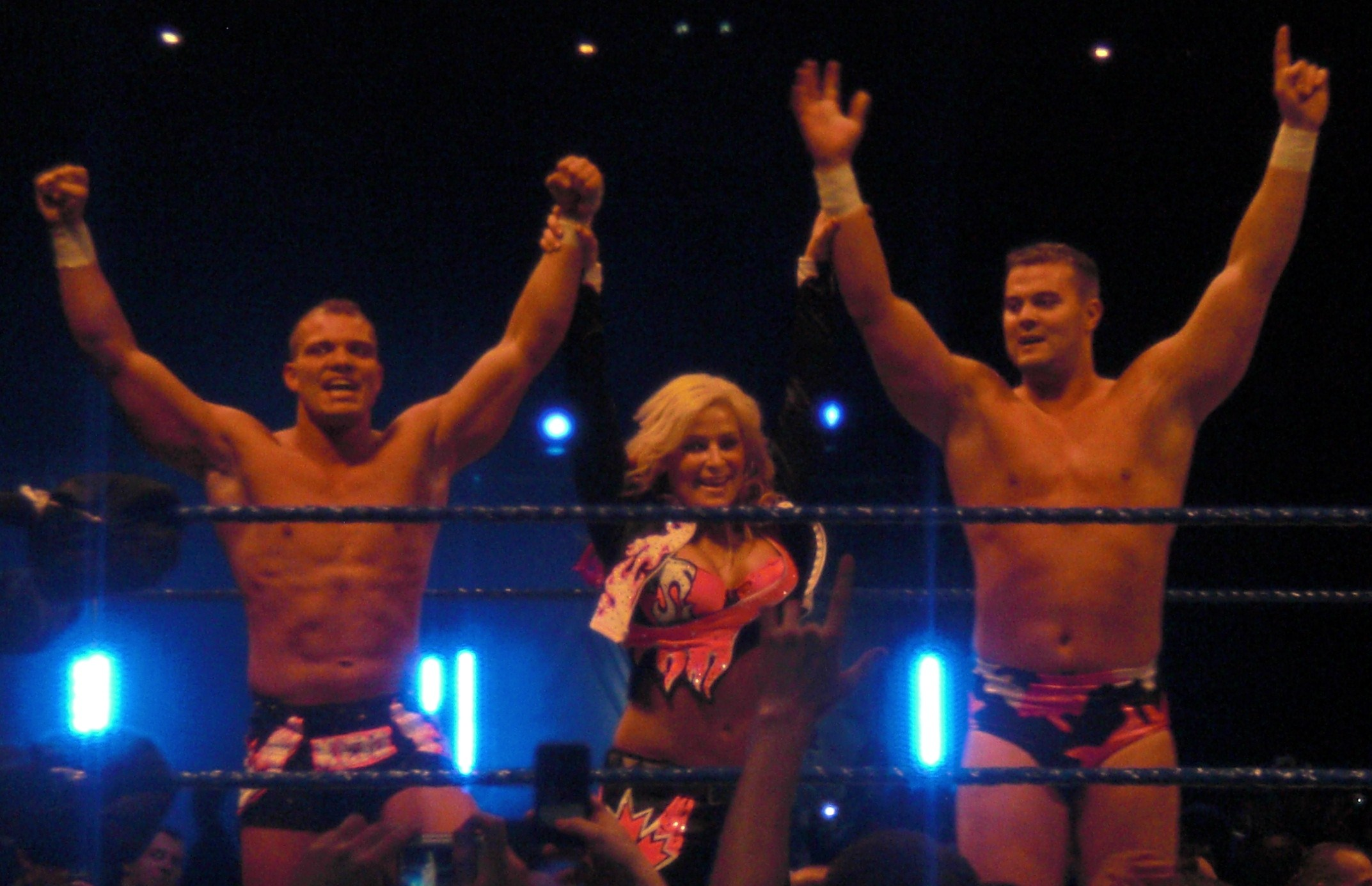
더 하트 다이너스티

더 하트 다이너스티(The Hart Dynasty)는 WWE에서 활동했던 태그팀으로, 멤버는 나탈리아 나이드하트, 데이비드 하트 스미스, 타이슨 키드이다. 2009년에 등장했지만 2010년에 해체되었다. 이유는 타이틀 전환에 실패하자 분열에 기미를 느껴 결국 2010년 11월 15일부터 따로 다니기 시작했고 25일에 스미스가 키드를 이기서 완전 해체되었다.

## 수상
- WWE 태그팀 챔피언 1회
- WWE 월드 태그팀 챔피언 1회

## 같이 보기
- 하트 가문